# John McNicol
John McNicol (Johannesburg, 12 marzo 1942 – Klip River, 31 luglio 2001) è stato un pilota automobilistico sudafricano.

## Biografia
Morì ucciso da alcune persone che si erano introdotte nella sua piccola fattoria, vicino a Johannesburg, nel luglio del 2001.

## Carriera

### Il campionato sudafricano
Nel Campionato sudafricano di F1 esordì nel 1966, con una Lotus-Climax, nell'ultima gara della stagione, il Gran Premio della Rhodesia. L'anno successivo il suo impegno fu più continuo, tanto da conquistare il quarto posto nel Van Ribbeck Trophy. Nel 1968 conquistò tre arrivi nei punti, mentre nel 1969, col passaggio all'utilizzo di una Lola, ottenne otto podi, tra cui due vittorie, nel Natal Winter Trophy e nel Rand Winter Trophy. Chiuse terzo in classifica generale, consacrato però come campione sudafricano.
Il 1970 fu meno positivo: McNicol chiuse con un solo podio, e l'ottavo posto nel campionato. L'anno successivo impiegò una McLaren, che gli permise di conquistare 4 arrivi a podio, tra cui il secondo posto nel 25th Anniversary Trophy, e di chiudere quinto in campionato. Il quinto posto verrà bissato anche nel 1972. McNicol colse la sua prima pole position nel Goldfields Autumn Trophy, e finì 5 volte a podio, cogliendo una seconda partenza al palo nel Natal Winter Trophy.
Nel 1973 colse la sua seconda vittoria nella categoria, nell'ultima gara stagionale, il Goldfields 100. Nuovamente completò il campionato al quinto posto. L'anno successivo diradò il suo impegno, correndo solo tre gare. Colse comunque il secondo posto nel Cape South Easter Trophy.

### Il tentativo in Formula 1
Nel 1974 il Gran Premio del Sudafrica, valido come terza prova del campionato mondiale di Formula 1, vide la solita presenza di una pattuglia di scuderie e piloti locali. La  Scribante Lucky Strike Racing utilizzò una McLaren M23 per Dave Charlton e una Lotus 72A per l'esordiente John McNicol. McNicol non parteciperà alle prove in quanto la scuderia preferì concentrarsi sul solo Charlton.